# Knabstrup Station
Knabstrup Station er et trinbræt på Nordvestbanen, egentlig beliggende i Vented, men da etableringen skyldtes ejeren af Knabstrup Hovedgård, kom stationen til at hedde Knabstrup Station.

## Historie
Knabstrup Teglværk blev etableret i 1856, men da jernbanen blev anlagt og taget i brug fra årsskiftet 1874/1875, øgede det potentialet for værkets afsætning, selvom det det ikke indgik i projektet at anlægge en holdeplads her. Derfor blev etableringen af Knabstrup holdeplads privatfinansieret – fra start dog kun som en holdeplads med godsekspedition. 1. april 1876 etablerede man et ca. 3 km langt sidespor mod nordvest, og i oktober samme år blev den normalsporede bane mellem holdepladsen og teglværket taget i brug. Snart efter blev der tillige indrettet billetsalg.
Fra sidesporets åbning blev værkets færdige produkter transporteret til stationen, hvor der blev foretaget omladning til et godstog på hovedbanen. Frem til sporets nedlæggelse i 1960 anvendtes teglværkets eget lokomotiv til.
I 1892 overtog DSB stationen, og i 1893 blev Knabstrup en rigtig station med ekspedition af personer, rejsegods og gods. Den 11. juli 1969 blev Knabstrup teknisk nedgraderet fra station til billetsalgssted med sidespor. Sidesporet til teglværket blev kort efter taget op. Den 3. juli 1973 lukkede postekspedition og billetsalgssted og oktober 1975 blev stationsbygningen helt revet ned.

## Togforbindelser
Stationen betjenes på hverdage, uden for myldretiden med:
- 1 tog pr. time mod Kalundborg
- 1 tog pr. time mod København H / Østerport